# Bagad Kemper

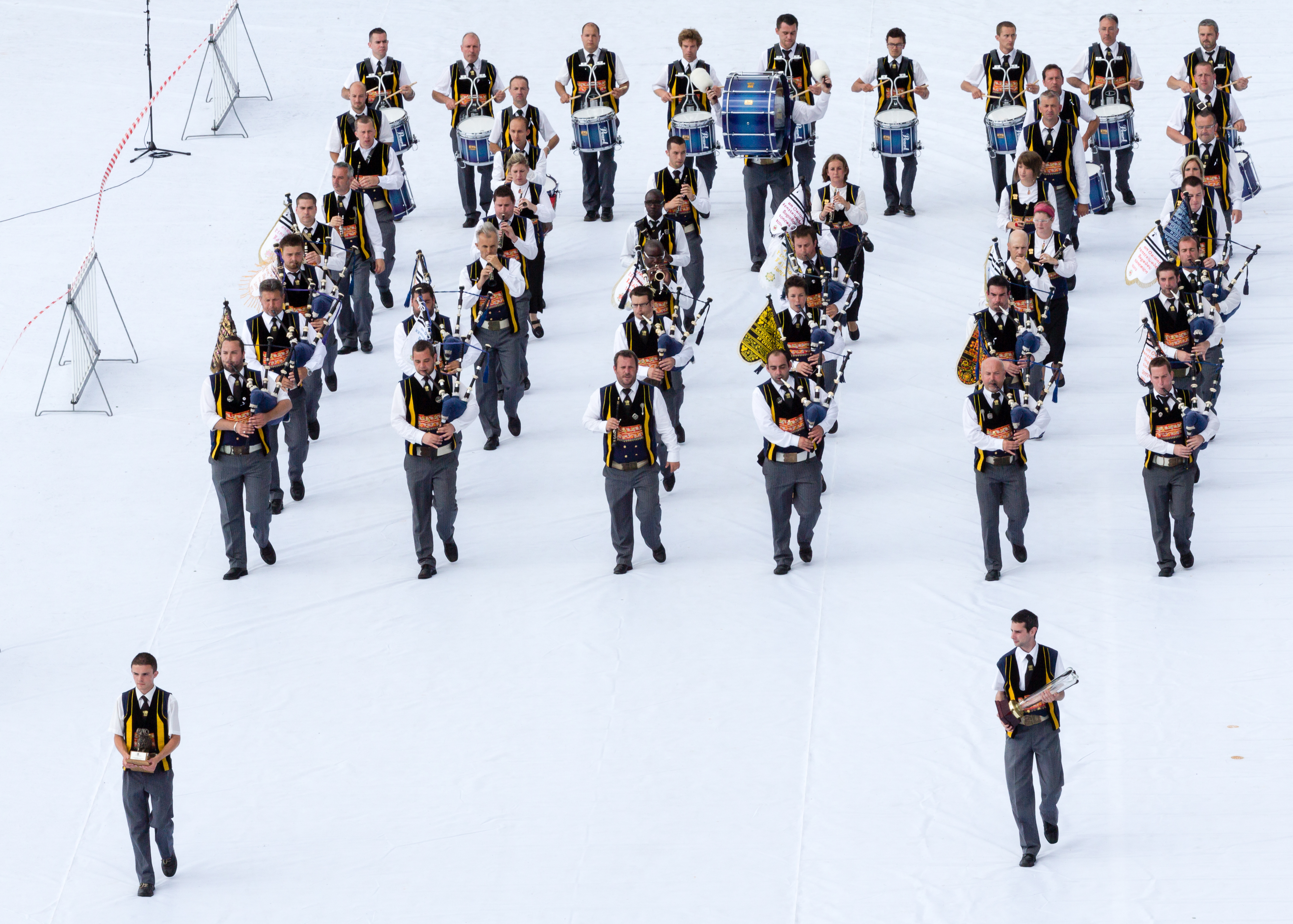
Die Bagad Kemper bei der Großen Parade anlässlich des Festival Interceltique de Lorient 2012

Die Bagad Kemper ist eines der ältesten noch bestehenden, bekanntesten und erfolgreichsten bretonischen Instrumentalensembles. Ihr Name lässt sich mit „Spielmannszug (oder Musiktruppe) aus Quimper“ übersetzen. Allerdings sind sowohl die Zusammenstellung der verwendeten Instrumente als auch das Liedgut, das sie – wie andere Bagadoù auch – vorträgt, im keltisch-bretonischen Kulturraum verankert.
Ihre Besetzung entspricht der nahezu aller bretonischen Bagadoù und besteht aus vier Hauptgruppen von Instrumenten: den Bombarden, den Binioù braz, den kleinen Trommeln sowie einzelnen großen Doppelfelltrommeln und anderen Schlaginstrumenten. Beim Festival Interceltique in Lorient 2012 (siehe das Foto rechts) nahmen beispielsweise 54 Musiker beiderlei Geschlechts an der Großen Parade teil, wobei zwei errungene Trophäen vorneweg getragen und den Zuschauern präsentiert wurden. Der musikalische Leiter, den man in der Bretagne als Penn-Soner (wörtlich „Kopf der Musiker“) bezeichnet, ist in der Regel entweder einer der Flötisten oder ein Dudelsackspieler.
Seit den 1990er Jahren hat die Gruppe sich zunehmend auch gegenüber anderen Musikgenres geöffnet; dabei nimmt sie aufgrund zahlreicher gemeinsamer Auftritte und Plattenproduktionen mit Künstlern aus anderen Regionen und Stilrichtungen mittlerweile eine Vorreiterrolle unter den bretonischen Bagadoù ein.

## Geschichte der Bagad

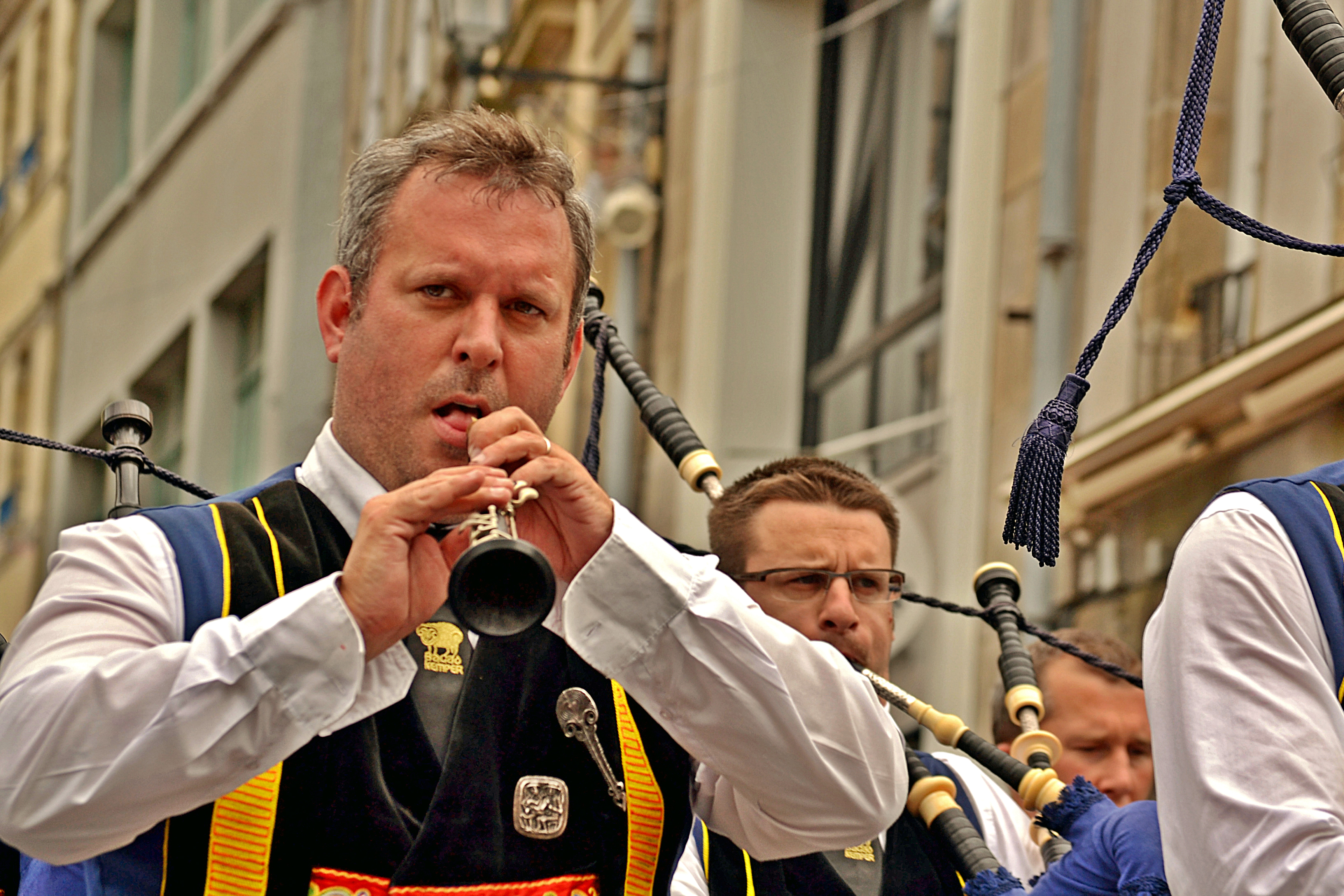
Steven Bodénès, seit 2009 Penn-Soner der Bagad Kemper

Gegründet wurde die Bagad im Oktober 1949 unter dem Namen Kevrenn C’hlazig; zu den Initiatoren gehörte neben anderen der in der bretonischen Kulturszene sehr bekannte Loeiz Ropars, Professor an der Universität Rennes, dessen Sohn Erwan später zweieinhalb Jahrzehnte lang deren Penn-Soner war. 1954 benannte sie sich in Bagad Kemper de la Kevrenn C’hlazig um, ehe sie 1965 ihren Namen zu Bagad Kemper verkürzte. Obwohl sie 1951 und 1952 die bretonischen Bagadoù-Meisterschaften (siehe das Kapitel hierunter) gewonnen hatte, litt die Gruppe in der Mitte der 1950er Jahre unter einem so starken Mangel an Instrumentalisten, dass sie zwar gelegentlich weiterhin öffentlich auftrat, allerdings vier Jahre lang nicht mehr an diesem Wettbewerb teilnehmen konnte, in dem sie anschließend 1958 in der untersten Kategorie neu beginnen musste.
In der langen Zeit ihres Bestehens hat die Bagad Auftritte bei allen großen Kulturfestivals in der Bretagne, aber auch in ganz Frankreich, anderen europäischen Nachbarstaaten – darunter auch im deutschsprachigen Raum, etwa anlässlich einer Ausstellung zur bretonischen Geschichte in Österreich oder bei der Expo 2000 in Deutschland – bis hin nach Westafrika und Ostasien zu verzeichnen und kann auf zahlreiche Veröffentlichungen auf Tonträgern zurückblicken.
Heutzutage (2020) hat die Bagad rund 170 Mitglieder in vier Einzelgruppen, die nach den Fähigkeiten der Musiker differenziert sind. Neben der „Eliteformation“ gibt es eine zweite (Bagad Glazik Kemper) und dritte (Bagadig Kemper) Besetzung sowie einen „Ausbildungszug“, in dem auch die Kinder und Jugendlichen aus der Bagad-eigenen Musikschule Aufnahme finden, sobald sie ihr Instrument hinreichend gut beherrschen. Auch diese zweiten bis vierten Besetzungen nehmen regelmäßig an Aufmärschen und Umzügen teil.
Dass die Zahl von Musikern, die die für Bagadoù typischen Instrumente spielen, insbesondere seit den 1990ern deutlich zugenommen hat, zeigt sich auch daran, dass die Bagad Kemper ihre Stadt mittlerweile nicht mehr alleine vertritt. Am Ende der 2010er Jahre gibt es in Quimper drei weitere, nach ihrem jeweiligen Herkunftsquartier benannte Gruppen aus Le Moulin Vert (Bagad Ar Meilhoù Glaz), Ergué-Armel und Penhars.

## Erfolge bei den Nationalen Meisterschaften

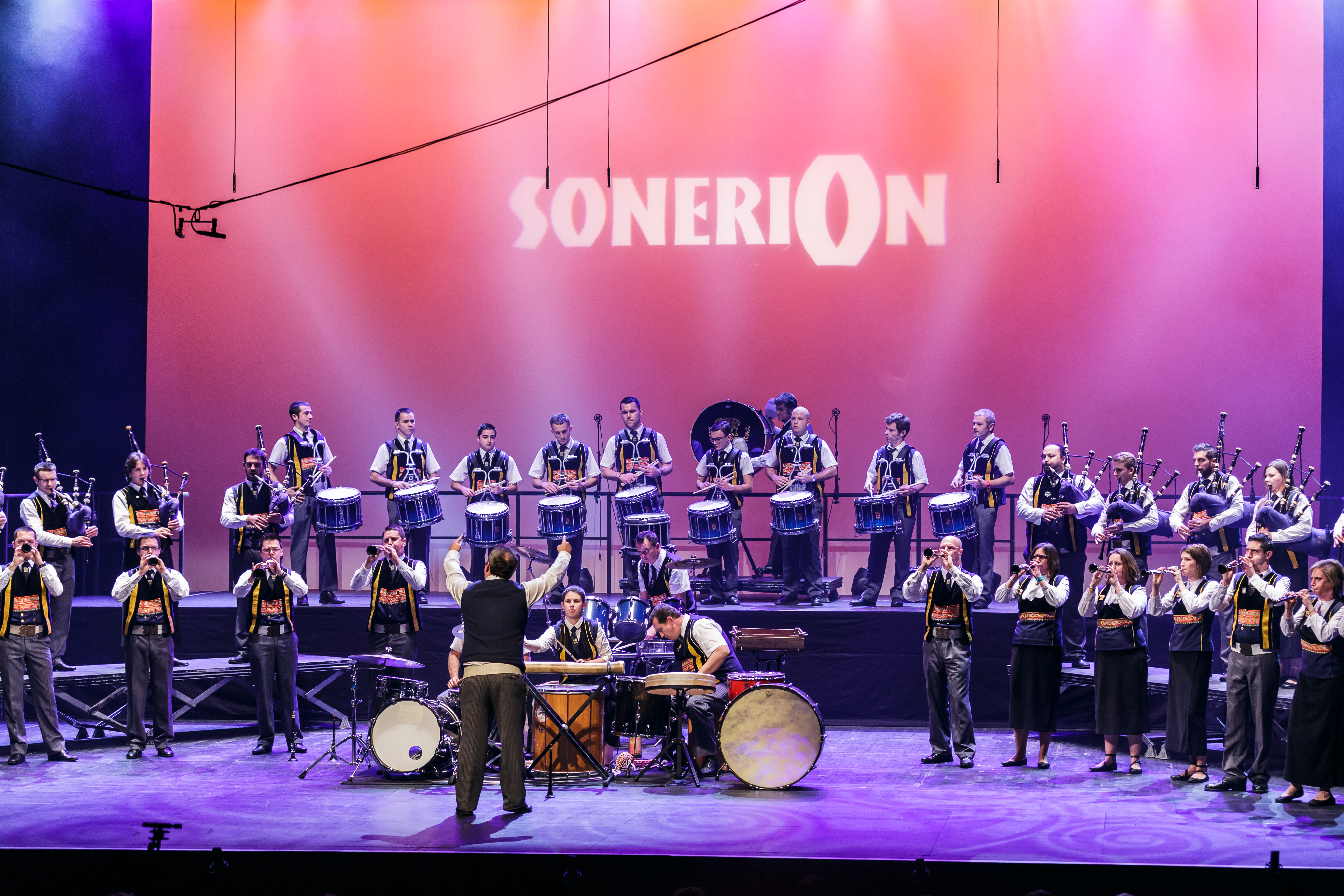
Bagad Kemper während der 1. Runde der Meisterschaft von 2017

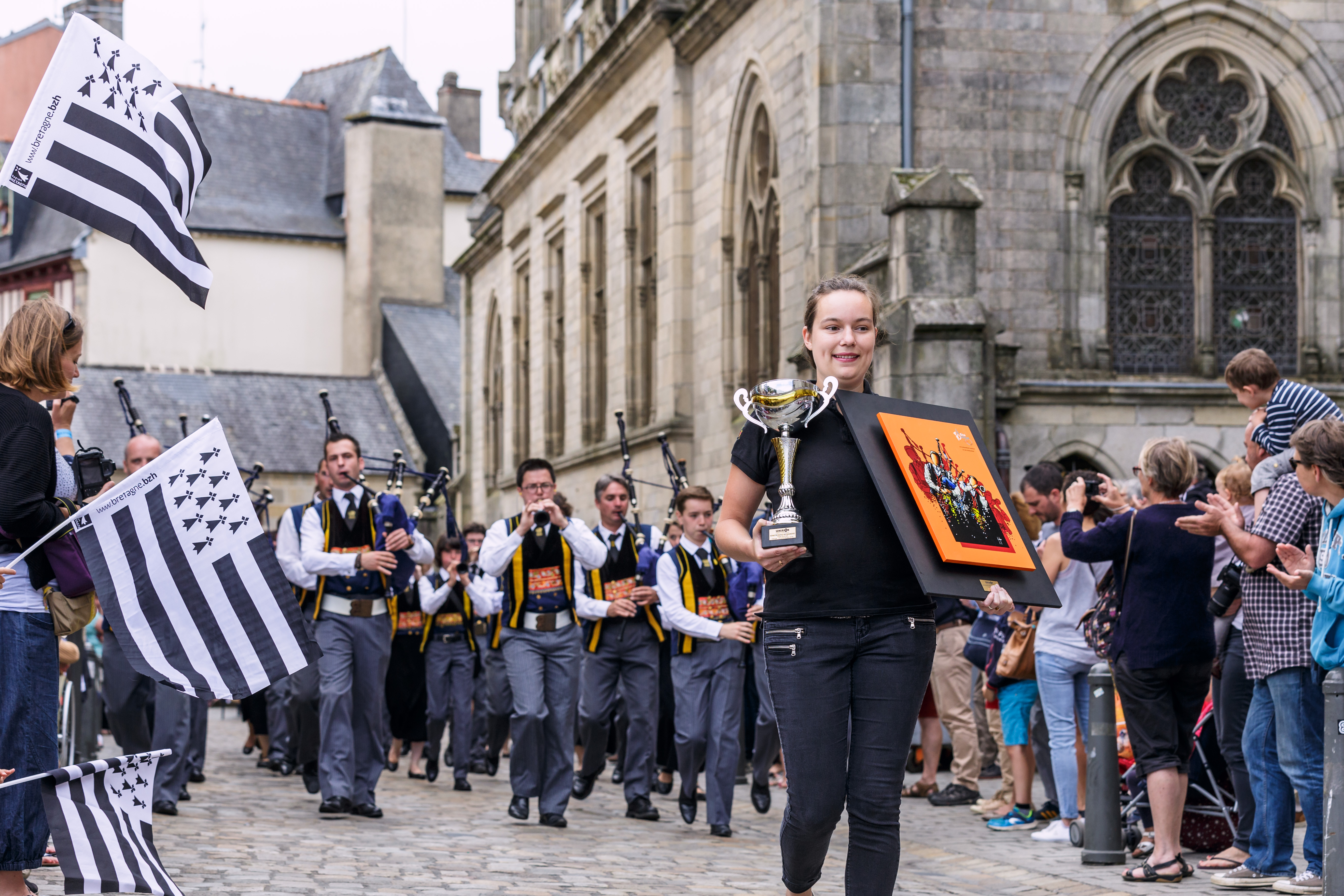
Bagad Glazik Kemper, die zweite Besetzung, 2016 beim Festival de Cornouaille in Quimper

In der Bretagne gibt es für die zahlreichen Bagadoù einen mittlerweile hoch renommierten Wettbewerb, das jährlich ausgetragene Kenstrivadeg ar Bagadou beziehungsweise Championnat national des bagadoù („Landesmeisterschaft der Bagadoù“). Ausrichter ist der Verein Bodadeg ar Sonerion, auf Deutsch „Vereinigung der [traditionellen] Musikanten“. Dieser Wettbewerb fand von 1949 bis 1970 in Brest statt und seit 1971 jeweils im August während des Festival Interceltique in Lorient. Die teilnehmenden Instrumentalgruppen müssen zweimal auftreten – die erste Runde, die nicht zwangsläufig in Lorient stattfindet, zu Anfang eines Jahres, die zweite und entscheidende im Sommer – und werden dabei aufgrund ihres Auftritts in eine von fünf Qualitätskategorien eingeteilt, zwischen denen es wie beim Sport Auf- und Abstieg gibt. In der höchsten Kategorie soll der Vortrag in der ersten Runde zehn, in der zweiten zwölf Minuten betragen; die Gruppen sind weitgehend frei in der Entscheidung, welche Melodien sie wählen und wie sie diese gruppieren („Kür“). Allerdings muss ein Abschnitt einen Volkstanz enthalten („Pflicht“). Eine zwölfköpfige Jury aus Musikern bewertet bei jeder Gruppe das Spiel der einzelnen Instrumente, deren Zusammenklang und auch den optischen Eindruck; Höchstnote ist jeweils die äußerst selten vergebene 20,0. Die etwas stärkere Gewichtung des zweiten Auftritts führte beispielsweise 2018 dazu, dass die Bagad Kemper sich vom vierten noch auf den zweiten Rang vorschieben konnte.
Ende der 2010er Jahre gehören 75 Bagadoù zu den obersten vier landesweiten „Ligen“, alle anderen zur fünften Kategorie, die in Wettbewerben auf departementaler Ebene um die Möglichkeit streiten, in die vierte Kategorie aufzusteigen.
An diesen Wettstreiten um den Titel hat die Bagad Kemper seit ihrer Gründung teilgenommen. Mittlerweile ist sie der „Rekordmeister“ mit 22 Siegen in der höchsten Kategorie – zweitbeste ist die Bagad Brest Sant-Mark mit elf Titeln zwischen 1957 und 1974 –, in der sie seit ihrem Wiederaufstieg 1968 ununterbrochen vertreten ist. In jüngster Zeit ist ihr allerdings mit der Bagad Cap Caval aus Plomeur ein neuer ernsthafter Konkurrent erwachsen; von 2008 bis 2019 hat sich keine andere als eine dieser beiden Gruppen die Meisterschaft sichern können, und bei diesen zwölf Austragungen hatte Kemper vier-, Cap Caval aber achtmal das bessere Ende für sich.
Die Bagad Kemper gewann ihre Titel in den Jahren 1951 (in Kooperation mit einer Bagad aus Quimperlé), 1952, 1975, 1976, 1977, 1978, 1982, 1984, 1985, 1988, 1991, 1994, 1995, 1997, 1998, 2000, 2002, 2004, 2011, 2012, 2013 und 2014. Dazu kamen 15 Vizemeisterschaften in der höchsten sowie drei Titel in einer der tieferen Kategorien, nämlich 1961 in der dritten sowie 1966 und 1967 in der zweiten.
Auch die zweite und dritte Besetzung der Musiker aus Quimper spielen in diesem System mit, und zwar 2020 in der dritten beziehungsweise fünften Kategorie.

## Öffnung gegenüber anderen Musikgenres
Zum Repertoire der Bagad Kemper gehört seit Jahrzehnten das gesamte Spektrum der traditionellen bretonischen Musik, vom gut tanzbaren Plinn und Jig bis zum getragenen Gwerz. Charakteristisch dafür sind die Lieder auf einer Serie von vier Langspielplatten, die zwischen 1979 und 1989 unter dem Titel War An Dachenn 1–4 auf dem Keltia-Label erschienen. Bei Spotify weist der gemeinsam mit Denez Prigent aufgenommene Titel E troùz ar ger („In der nächtlichen Stadt“) die höchsten Abrufzahlen auf (Mitte April 2020: über 70.000 mal), mit deutlichem Abstand gefolgt von Laridé, einer klassischen Gavotte aus der Gegend um das zentralbretonische Pontivy. Aber schon im späten 20. Jahrhundert begann sie damit, über diesen Rahmen hinauszugehen. So kam es erstmals bereits 1991 beim Festival de Cornouaille zu gemeinsamen Konzerten mit Dan Ar Braz und, ab 1993, auch L’Héritage des Celtes.

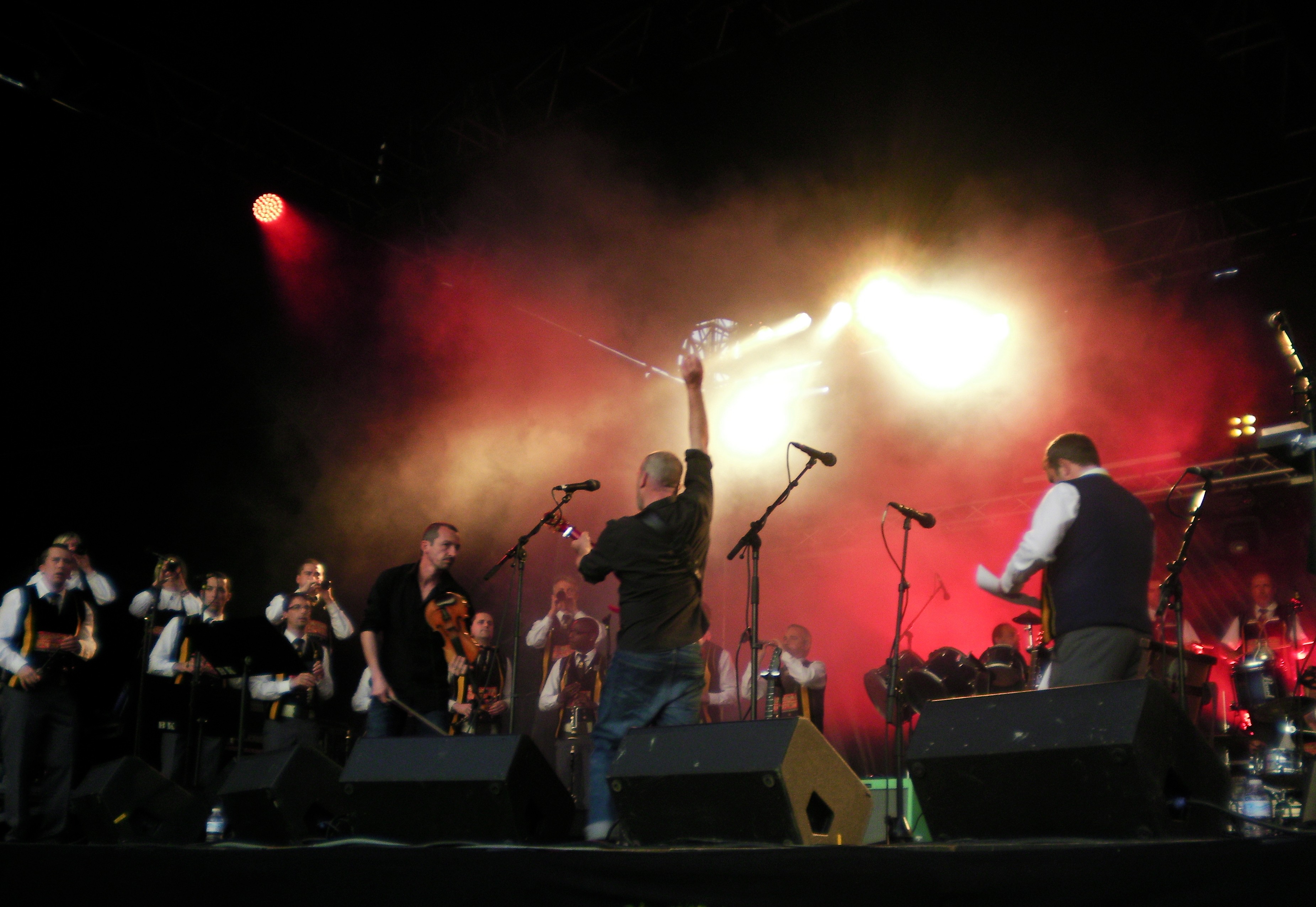
Red Cardell und die Bagad Kemper 2012 in Saint-Pol-de-Léon

Ende der 1990er produzierte sie gemeinsam mit José Ángel Hevia, anschließend auch mit Carlos Núñez, zwei Musikern aus dem äußersten Nordwesten Spaniens, jeweils eine CD, was ein erster Schritt in Richtung Weltmusik war. Eine Erweiterung ihres musikalischen Horizonts stellte auch das im Jahr 2000 begonnene Projekt Azeliz Iza dar. Zwar besteht es ausschließlich aus historischen bretonischen Volksliedern, aber sowohl von der Instrumentierung (Gitarren, E-Bass, elektrisch verstärkte Laute) als auch von den daran teilnehmenden Gastmusikern, insbesondere der Sängerin Marthe Vassallo her geht es weit über den Rahmen des typischen Repertoires von Bagadoù hinaus. Nach einer weiteren gemeinsamen Schallplattenproduktion mit der Galicierin Susanna Seivane folgte 2007 eine dritte Zusammenarbeit mit einer Musikerin, der schottischen Sängerin Julie Fowlis.
2010 präsentierte die Bagad Kemper in Lorient das gemeinsam mit Erik Marchand entwickelte, zweistündige Projekt „Breizh Balkanik“, in dem sie die Musik der Bretagne mit der des Balkans verknüpft hatten. Als Johnny Clegg in der Bretagne auftrat, spielte sie mit ihm beim Festival des Vieilles Charrues. Und anlässlich ihres 70. Jubiläums trat sie 2019 wiederum in Lorient gemeinsam mit der Rockband Red Cardell auf, mit der zusammen sie 2013, 2014 und 2019 auch drei Langspielplatten veröffentlicht hat.
Deshalb gilt das Ensemble aus Quimper unter den Bagadoù als „Pionier auf dem Gebiet des Erschaffens und der Zusammenarbeit mit Künstlern aus ganz unterschiedlichen musikalischen Welten“.